# Amata rubritincta
Amata rubritincta är en fjärilsart som beskrevs av George Francis Hampson 1903. Amata rubritincta ingår i släktet Amata och familjen björnspinnare. Inga underarter finns listade i Catalogue of Life.